# 柴沼直
柴沼 直（しばぬま なおし、1903年（明治36年）2月22日 - 1973年（昭和48年）3月17日）は、日本の文部官僚、教育者。東京教育大学（現筑波大学）初代学長。

## 経歴
茨城県生まれ。
水戸高等学校 (旧制) に学び、江戸英雄らが同級生であった。
1926年に東京帝国大学法学部を卒業し、文部省に入省した。1929年、東北帝国大学助教授兼事務官となった後、1932年に文部省に戻り、以降、体育局長、国民教育局長などを経て、第二次世界大戦後の1946年には社会教育局長となった。
1946年6月1日に東京教育大学が設置された際に、その初代学長となり、当時、組織統合をめぐって紛争状態にあった大学の主導権を東京文理科大学 (旧制) の教授陣に握らせることで事態の収拾にあたった。1956年には学長を退任した。
東京教育大学学長在任中の1951年、子供のための音楽教室の運営に関して江戸英雄からの相談を受けた柴沼は、当時理事長を兼任していた桐朋学園でこれを受け入れるべく調整し、1952年の音楽部門の創設に道を開いた。
この間、文部省関係では、社会教育審議会、保健体育審議会、教員養成審議会、大学設置審議会などの委員を務め、ほかにも、学校法人東京家政学院理事長（1960年1月 - 1973年3月）、日本私学教育研究所所長（初代：1963年 - 1968年）など、多数の委員、役職を歴任した。

## 関連文献
- 小林行雄 編『追憶 柴沼直』小林行雄、1986年。

| 学職                                   | 学職                                                                          | 学職                   |
| -------------------------------------- | ----------------------------------------------------------------------------- | ---------------------- |
| 先代 石山脩平 （新設）                 | 応用教育研究所理事長 1961年 - 1969年 1955年 - 1957年                          | 次代 平沼良 石山脩平   |
| 先代 上武正二                          | 応用教育研究所長 1966年 - 1969年                                              | 次代 平沼良            |
| 先代 （新設）                          | 日本私学教育研究所長 1963年 - 1968年                                          | 次代 尾形鶴吉          |
| 先代 （新設）                          | 東京家政学院大学長 1963年                                                     | 次代 関口勲            |
| その他の役職                           |                                                                               |                        |
| 先代 杉村欣次郎 財団法人桐朋学園理事長 | 学校法人桐朋学園理事長 1951年 - 1973年 財団法人桐朋学園理事長 1949年 - 1951年 | 次代 江戸英雄          |
| 先代 児玉政介                          | 学校法人東京家政学院理事長 1960年 - 1973年                                    | 次代 江戸英雄          |
| 先代 菊池豊三郎                        | 日本修学旅行協会会長 1971年 - 1973年                                          | 次代 関口隆克          |
| 先代 三輪知雄 杉村欣次郎               | 日本図書文化協会会長 1969年 - 1970年 1949年 - 1965年                          | 次代 宮島龍興 三輪知雄 |
| 先代 石山脩平                          | 日本図書文化協会理事長 1960年 - 1969年                                        | 次代 平沼良            |
| 先代 （新設）                          | 学校法人鉄鋼短期大学理事長 1962年 - 1968年                                    | 次代 藤本一郎          |